# 13474 Vʹyus
13474 Vʹyus eller 1973 QO1 är en asteroid i huvudbältet som upptäcktes den 29 augusti 1973 av den ryska astronomen Tamara Smirnova vid Krims astrofysiska observatorium på Krim. Den har fått sitt namn efter Yurij Sergeevich Vasil'ev.
Asteroiden har en diameter på ungefär 6 kilometer.